# Agustín Nadruz
Agustín Nadruz Blanco (n. Montevideo, Uruguay; 29 de junio de 1996) es un futbolista uruguayo. Juega de mediocampista y su equipo actual es Unión Española de la Primera División de Chile

## Trayectoria
Comenzó su carrera en las inferiores de Rocha de Cilindro, antes de ser contratado por Peñarol en 2009. Boston River, equipo de la Primera División de Uruguay, contrató a préstamo al jugador en junio de 2016, que luego terminó de contratarlo al año siguiente. Su debut profesional ocurrió el 18 de marzo de 2017 en la derrota frente a Cerro. Su primer gol llegó ante Racing Club de Montevideo en la Primera División 2018, temporada que no pudo terminar porque fue traspasado a Atlético de Rafaela, equipo de la Primera B Nacional. Tras el fin de temporada, regresó a Boston River.
En agosto de 2021, es anunciado como nuevo jugador de Curicó Unido de la Primera División de Chile.Luego de dos temporadas, en donde jugó la fase previa de Copa Libertadores 2023, a fines del mismo año desciende junto al conjunto curicano a la Primera B.El 29 de diciembre de 2023 es anunciado como nuevo jugador de Deportes Iquique, equipo que regresa a la Primera División chilena durante la temporada 2024.

## Selección nacional
Representó a las selecciones Sub-15 y Sub-17 de Uruguay. Jugó 23 partidos para la Selección sub-15 en 2010 y jugó 6 partidos para la sub-17, convirtiendo un gol en 2011.

## Estadísticas

### Clubes
| Club                          | Div.                | Temporada           | Liga  | Liga  | Liga  | Copas nacionales | Copas nacionales | Copas nacionales | Torneos internacionales | Torneos internacionales | Torneos internacionales | Total | Total | Total |
| Club                          | Div.                | Temporada           | Part. | Goles | Asis. | Part.            | Goles            | Asis.            | Part.                   | Goles                   | Asis.                   | Part. | Goles | Asis. |
| ----------------------------- | ------------------- | ------------------- | ----- | ----- | ----- | ---------------- | ---------------- | ---------------- | ----------------------- | ----------------------- | ----------------------- | ----- | ----- | ----- |
| Boston River · Uruguay        | 1.ª                 | 2017                | 15    | 0     | 0     | —                | —                | —                | 1                       | 0                       | 0                       | 16    | 0     | 0     |
| Boston River · Uruguay        | 1.ª                 | 2018                | 19    | 1     | 0     | —                | —                | —                | 3                       | 0                       | 0                       | 22    | 1     | 0     |
| Atlético de Rafaela Argentina | 2.ª                 | 2018                | 0     | 0     | 0     | 2                | 0                | 0                | —                       | —                       | —                       | 2     | 0     | 0     |
| Atlético de Rafaela Argentina | 2.ª                 | 2019                | 11    | 0     | 0     | 1                | 0                | 1                | —                       | —                       | —                       | 12    | 0     | 1     |
| Atlético de Rafaela Argentina | Total club          | Total club          | 11    | 0     | 0     | 3                | 0                | 1                | -                       | -                       | -                       | 14    | 0     | 1     |
| Boston River · Uruguay        | 1.ª                 | 2019                | 9     | 0     | 1     | —                | —                | —                | —                       | —                       | —                       | 9     | 0     | 1     |
| Boston River · Uruguay        | 1.ª                 | 2020                | 24    | 1     | 1     | —                | —                | —                | —                       | —                       | —                       | 24    | 1     | 1     |
| Boston River · Uruguay        | 1.ª                 | 2021                | 14    | 1     | 0     | —                | —                | —                | —                       | —                       | —                       | 14    | 1     | 0     |
| Boston River · Uruguay        | Total club          | Total club          | 81    | 3     | 2     | -                | -                | -                | 4                       | 0                       | 0                       | 85    | 3     | 2     |
| Curicó Unido · Chile          | 1.ª                 | 2021                | 10    | 0     | 0     | —                | —                | —                | —                       | —                       | —                       | 10    | 0     | 0     |
| Curicó Unido · Chile          | 1.ª                 | 2022                | 26    | 5     | 0     | 1                | 0                | 0                | —                       | —                       | —                       | 27    | 5     | 0     |
| Curicó Unido · Chile          | 1.ª                 | 2023                | 26    | 0     | 0     | 1                | 0                | 0                | 2                       | 0                       | 0                       | 29    | 0     | 0     |
| Curicó Unido · Chile          | Total club          | Total club          | 62    | 5     | 0     | 2                | 0                | 0                | 2                       | 0                       | 0                       | 66    | 5     | 0     |
| Deportes Iquique · Chile      | 1.ª                 | 2024                | 27    | 5     | 1     | 4                | 0                | 0                | —                       | —                       | —                       | 31    | 5     | 1     |
| Deportes Iquique · Chile      | Total club          | Total club          | 27    | 5     | 1     | 4                | 0                | 0                | -                       | -                       | -                       | 31    | 5     | 1     |
| Total en su carrera           | Total en su carrera | Total en su carrera | 181   | 13    | 3     | 9                | 0                | 1                | 6                       | 0                       | 0                       | 196   | 13    | 4     |
| 1. 2. 3.                      |                     |                     |       |       |       |                  |                  |                  |                         |                         |                         |       |       |       |

### Selección
| Selección     | Año           | Amistosos | Amistosos | Sudamérica | Sudamérica | Mundiales | Mundiales | Total | Total |
| Selección     | Año           | PJ        | G         | PJ         | G          | PJ        | G         | PJ    | G     |
| ------------- | ------------- | --------- | --------- | ---------- | ---------- | --------- | --------- | ----- | ----- |
| Sub-15        | 2010          | 16        | 0         | —          | —          | —         | —         | 16    | 0     |
| Sub-15        | 2011          | —         | —         | 7          | 0          | —         | —         | 7     | 0     |
| Sub-15        | Total         | 16        | 0         | 7          | 0          | 0         | 0         | 23    | 0     |
| Sub-17        | 2011          | 6         | 1         | —          | —          | —         | —         | 6     | 1     |
| Sub-17        | Total         | 6         | 1         | 0          | 0          | 0         | 0         | 6     | 1     |
| Total carrera | Total carrera | 22        | 1         | 7          | 0          | 0         | 0         | 29    | 1     |